# The Wasted Years (album)
The Wasted Years è un album raccolta dei Wildside, uscito il 6 dicembre 2004 per l'Etichetta discografica RLS Records.

## Tracce
1. Sintro 1:01
2. Hemi-Cuda 3:40
3. Easy as 1,2,3 4:13
4. Crash Diet 4:42 (Guns N'Roses Cover)
5. City of Love 4:42
6. Dance-Swing 4:30
7. Sweet Little Sinner 3:50
8. Just Another Night [Demo ] 5:18
9. Makin' You Bleed 3:35
10. Killing Machine 4:09
11. Hair of the Dog [Demo ] 3:43
12. Kiss This Love Goodbye [Demo ] 3:39
13. Dear God [Live ] 3:57
14. The Clock Strikes [Live ] 5:19

## Formazione
- Drew Hannah - voce
- Brent Wood - chitarra
- Benny Rhynedance - chitarra ritmica
- Marc Simon - basso
- Jimmy D. - batteria, percussioni